# Venefica multiporosa
Venefica multiporosa är en fiskart som beskrevs av Sigmund Karrer 1982. Venefica multiporosa ingår i släktet Venefica och familjen Nettastomatidae. Inga underarter finns listade.